# Darius Milhaud
Darius Milhaud (francès: [daʁjys mijo]; Marsella, 4 de setembre de 1892 – Ginebra, 22 de juny de 1974) va ser un compositor, director d'orquestra i professor francès. Va ser membre de Les Six i un dels compositors més prolífics del segle xx. Les seves composicions estan influenciades pel jazz i la música brasilera i fan un ús extensiu de la politonalitat. Milhaud és considerat un dels compositors modernistes més importants. Professor reconegut, va tenit com a alumnes a molts futurs compositors de jazz i clàssics, com Burt Bacharach, Dave Brubeck, Philip Glass, Steve Reich, Karlheinz Stockhausen i Iannis Xenakis, entre d'altres.
El 1916 va anar a viure al Brasil com a secretari de Paul Claudel, que era ambaixador, i es va impregnar de la música del país. Té una obra molt nombrosa i amb tècniques variades. Entre les seves òperes, cal citar El pobre mariner (1926), les tres Òperes-minut (1927), Christophe Colomb (1930), Esther de Carpentras (1937) o Bolívar (1943), a més de dotze simfonies, divuit quartets de corda, concerts, música de cambra, etc. La seva obra es caracteritza per l'ús de la politonalitat i de patrons rítmics derivats del jazz.

## Biografia
Milhaud va néixer a Marsella, fill de Sophie (Allatini) i Gad Gabriel Milhaud. Segons Neil W. Levin, Milhaud va néixer a Marsella però va créixer a Ais de Provença, que ell considerava com la seva veritable ciutat ancestral. La seva era una família jueva establerta des de feia molt temps del Comtat Venaissí —una regió aïllada de la Provença— amb arrels que remunten almenys fins al segle XV. Per part del seu pare, un comerciant d'ametlles, el llinatge jueu de Milhaud no era, per tant, ni asquenazi ni sefardita (és a dir, que no provenia ni de la Renània medieval alemanya ni dels jueus ibèrics anteriors al segle XVI), sinó més aviat provençal. La seva família tenia arrels jueves que es remuntaven a la colonització jueva en aquesta part del sud de França ja en els primers segles de l'era comuna... "La mare de Milhaud, però, era en part sefardita per part del seu pare"; segons l'obituari del NYT, la seva mare era d'una família jueva sefardita d'Itàlia.
Va començar als set anys a estudiar violí amb Leo Bruguier, que el va incorporar al seu quartet de corda. Va ingressar al Conservatori de París el 1909 amb disset anys. Va ser alumne de Henri Berthelier (violí), Xavier Leroux (harmonia), André Gedalge (contrapunt), Paul Dukas i Vincent d'Indy (direcció d'orquestra) i Charles-Marie Widor (composició). Va obtenir successivament un primer accessit en violí, un altre en contrapunt, un segon accessit en fuga, i el Prix Lepaulle per la composició d'una sonata per a dos violins i piano. Al Conservatori va conèixer els seus companys del grup Arthur Honegger, Georges Auric i Germaine Tailleferre. El 1910 va escriure una òpera còmica basada en un llibret de Francis Jammes titulat Brebis égarée (L'ovella descarriada). Més endavant es va veure atret per la música de cambra. La seva primera Sonata per a violí i piano data de 1911 i el seu primer Quartet de corda va ser escrit el 1912.
Van ser molt importants les amistats literàries que va fer per exemple amb Francis Jammes, Paul Claudel i André Gide en aquests primers anys de carrera. De 1917 a 1919, va ser secretari de Paul Claudel, l'eminent poeta i dramaturg que aleshores era l'ambaixador francès al Brasil, i amb qui Milhaud va col·laborar durant molts anys, posant música a molts dels poemes i obres de teatre de Claudel. Mentre es trobaven al Brasil, van col·laborar en un ballet, L'Homme et son désir.
Mentre Milhaud era al Brasil, Félix Delgrange, a París, va organitzar concerts on els joves compositors trobaven l'oportunitat de fer interpretar les seves obres. En el mateix període, Erik Satie va iniciar la Société des Nouveaux Jeunes, entre els membres de la qual es trobaven Georges Auric, Louis Durey, Arthur Honegger, Roland Manuel i Germaine Tailleferre. Madame Jeanne Bathori va produir aquestes obres per als Concerts du Vieux Colombier. En el seu retorn de Rio de Janeiro el 1919, Darius Milhaud s'hi va afegir. Aquest nou grup de músics es va anomenar el "Grup dels Sis" i finalment va estar format per Auric, Durey, Honegger, Milhaud, Poulenc i Germaine Tailleferre. Rebutjaven la pràctica d'una doctrina estètica comuna però reclamaven el dret a mantenir la independència personal.
Les influències europees contemporànies també van ser importants. Milhaud va dedicar el seu cinquè quartet de corda (1920) a Arnold Schönberg, i l'any següent va dirigir l'estrena francesa i britànica de Pierrot lunaire després de múltiples assajos. I en un viatge als Estats Units l'any 1922, Milhaud va escoltar per primera vegada jazz "autèntic", als carrers de Harlem, que va deixar un gran impacte en la seva visió musical. L'any següent, va completar la seva composició La création du monde (La creació del món), utilitzant idees i modismes del jazz, presentada com un ballet en sis escenes de dansa contínues.
El 1925, Milhaud es va casar amb la seva cosina, Madeleine (1902–2008), actriu i recitadora. El 1930 va donar a llum un fill, el pintor i escultor Daniel Milhaud, que va ser l'únic fill de la parella.
Durant els anys posteriors, l'activitat creadora de Milhaud va ser incessant: cantates, concerts, cançons, obres corals se succeïen en ràpida cadència. Es va casar amb la seua cosina Madeleine, que a partir de 1937 seria la seua col·laboradora en diverses obres. Va fer nombrosos viatges i va oferir concerts a tots els països d'Europa.
La invasió de França per l'Alemanya nazi va obligar els Milhaud a abandonar França l'any 1940 i a emigrar als Estats Units (el seu origen jueu va fer impossible que Milhaud tornés al seu país natal fins després del seu alliberament). Va aconseguir una plaça de professor al Mills College d'⁣Oakland, Califòrnia, on va compondre l'òpera Bolívar (1943) i va col·laborar amb Henri Temianka i el Quartet Paganini. En un concert extraordinari allà l'any 1949, el Quartet de Budapest va interpretar el 14è Quartet de corda del compositor, seguit de l'actuació del Quartet Paganini del seu 15è; i després ambdós conjunts van tocar les dues peces juntes com un octet. L'any següent, aquestes mateixes peces van ser interpretades a l'⁣Aspen Music Festival de Colorado, pels Paganini i Juilliard String Quartets.
El pianista de jazz Dave Brubeck es va convertir en un dels estudiants més famosos de Milhaud quan Brubeck va ampliar els seus estudis musicals al Mills College a finals dels anys quaranta. En una entrevista de febrer de 2010 a JazzWax, Brubeck va dir que va assistir a Mills, una universitat de dones (els homes podien participar en programes de postgrau), específicament per estudiar amb Milhaud, dient: "Milhaud era un compositor i professor clàssic enormement dotat que estimava el jazz i el va incorporar al seu treball. El meu germà gran Howard era el seu assistent i havia fet totes les seves classes". Brubeck va nomenar el seu primer fill Darius.
El 1947 Milhaud va ser un dels fundadors del conservatori d'estiu de la Music Academy of the West, on el popular compositor Burt Bacharach estava entre els seus estudiants. Milhaud va dir a Bacharach: "No tinguis por d'escriure alguna cosa que la gent pugui recordar i xiular. No et sentis desconcertat per una melodia". De 1947 a 1971, va ensenyar anys alterns a Mills i al Conservatori de París, on va tenir com a deixebles a Claude Prey, Charles Chaynes, Francis Miroglio, Antonio Braga, Iannis Xenakis, al belga Karel Goeyvaerts i a Karlheinz Stockhausen. Fins que la mala salut, que li va fer utilitzar una cadira de rodes durant els seus darrers anys (que havia començat els anys 30), el va obligar a retirar-se. També va ensenyar a la facultat de l'⁣Aspen Music Festival and School. A més de Brubeck, entre els seus estudiants hi havia William Bolcom, Steve Reich, Katharine Mulky Warne i Regina Hansen Willman. Va morir a Ginebra als 81 anys i va ser enterrat al cementiri de Saint-Pierre d'Aix-en-Provence.
El 1965 el seu catàleg estava integrat per 409 obres, de petit i gran format, escrites per a tots els gèneres musicals. D'entre totes aquestes destaquen els ballets Le Bœuf sur le toit  (1920) i La Création du Monde (1923), l'òpera Christophe Colomb (1930) i la peça orquestral Suite provençale (1937), la Sonata per a violí i clave, estrenada el 1946 per Ralph Kirkpatrick. El 13 de juny de 1966 s'estrenà al Gran Teatre de Ginebra La mère coupable (La mare culpable) op. 412, una òpera en tres actes amb llibret de la seva esposa Madeleine basada en La mare culpable, l'última obra de la trilogia de Beaumarchais dedicada a Fígaro.

## Obres

### Ballets
- L'homme et son désir, op. 48 (1918), per a quatre cantants sense paraules, solistes de vent, percussió i cordes; escenari de Paul Claudel
- Le Bœuf sur le toit, op. 58 (1919); escenari de Jean Cocteau
- Les Mariés de la tour Eiffel: només Marche nuptiale i Fugue du massacre, op. 70 (1921, revisada el 1971); ballet-espectacle; escenari de Jean Cocteau
- La création du monde, op. 81a (1923); per a orquestra petita; escenari de Blaise Cendrars
- Salade (A. Flament), op. 83 (1924); ballet cantat en 2 actes; escenari d'Albert Flament
- Le Train Bleu, op. 84 (1924); opereta dansada; escenari de Jean Cocteau
- L'éventail de Jeanne: només Polka, op. 95 (1927); per a un ballet infantil al qual deu compositors francesos van contribuir amb una dansa cadascun
- La bien-aimée, op. 101 (1928); pleyela (piano automàtic) i orquestra amb música de Schubert i Liszt; 1 acte; escenari d'Alexandre Benois
- Les songes, op. 124 (1933); escenari d'André Derain
- Moyen âge fleuri (Suite provençale), op. 152d (1936)
- Moïse, op. 219 (1940); ballet simfònic; també per a orquestra: Opus Americanum No. 2, op. 219b
- Jeux de printemps, op. 243b (1944); basat en l'obra per a orquestra
- Suite française, op. 254 (1945); versió original per a banda, op. 248 (1944)
- Les cloches (Les campanes), op. 259 (1946); basat en el poema d'Edgar Allan Poe
- ’Adame Miroir, op. 283 (1948); per a 16 instruments solistes; escenari de Jean Genet
- La cueillette des citrons, op. 298b (1949–1950); intermède provençal
- Vendanges, op. 317 (1952); escenari de Philippe de Rothschild
- La rose des vents, op. 367 (1957); escenari d'Albert Vidalie
- La branche des oiseaux, op. 374 (1958–1959); escenari d'André Chamson

### Orquestral
- Suite simfònica núm. 1, op. 12 (1913–1914); basada en l'òpera La brebis égarée, op. 4 (1910–1914)
- Simfonia de cambra núm. 1 "Le printemps", op. 43 (1917)
- Simfonia de cambra núm. 2 "Pastorale", op. 49 (1918)
- Suite simfònica núm. 2, op. 57 (1919); basada en la música incidental Protée, op. 17 (1913–1919)
- Sérénade en tres parts, op. 62 (1920–1921)
- Saudades do Brasil, op. 67b (1920–1921); original per a piano
- Simfonia de cambra núm. 3 "Sérénade", op. 71 (1921)
- Simfonia de cambra núm. 4 "Dixtour", op. 74 (1921)
- Simfonia de cambra núm. 5 "Dixtuor d'instruments à vent", op. 75 (1922)
- 3 Rag Caprices, op. 78 (1922); original per a piano
- Symphonie de chambre (Petite Symphonie) No. 6, op. 79 (1923)
- 2 Hymnes, op. 88b (1925)
- Suite provençale, op. 152c (1936); basada en la música incidental Bertran de Born
- Le carnaval de Londres, op. 172 (1937)
- L'oiseau, op. 181 (1937)
- Cortège funèbre, op. 202 (1939); de la banda sonora de la pel·lícula Espoir
- Fanfare, op. 209 (1939)
- Simfonia núm. 1, op. 210 (1939)
- Indicatif et marche pour les bons d'armement, op. 212 (1940)
- Opus Americanum No. 2, op. 219b (1940); basada en el ballet Moïse, op. 219 (1940)
- Introduction et allegro, op. 220 (1940); basada en Couperin: La sultane
- 4 Ésquisses (4 Sketches), op. 227 (1941); original per a piano
- Fanfare de la liberté, op. 235 (1942)
- Jeux de printemps, op. 243 (1944); també un ballet
- La muse ménagère, op. 245 (1945); original per a piano
- Simfonia núm. 2, op. 247 (1944)
- Le bal martiniquais, op. 249 (1944); també per a 2 pianos
- 7 Danses sur des airs palestiniens, op. 267 (1946–1947)
- Simfonia núm. 3 "Te Deum" per a cor i orquestra, op. 271 (1946)
- Simfonia núm. 4 "Composée á l'occasion de Centenaire de la Révolution de 1848", op. 281 (1947)
- Paris, op. 284 (1948); també per a 4 pianos
- Kentuckiana-Divertissement, op. 287 (1948); també per a 2 pianos
- Simfonia núm. 5, op. 322 (1953)
- Suite campagnarde, op. 329 (1953)
- Ouverture méditerranéenne, op. 330 (1953)
- Simfonia núm. 6, op. 343 (1955)
- Simfonia núm. 7, op. 344 (1955)
- La couronne de Marguerite (Valse en forme de rondo), op. 353 (1956; la seva contribució a Variations sur le nom de Marguerite Long); original per a piano
- Le globe-trotter, op. 358 (1956–1957); original per a piano
- Les charmes de la vie (Hommage à Watteau), op. 360 (1957); original per a piano
- Aspen sérénade per a orquestra de cambra, op. 361 (1957)
- Simfonia núm. 8 "Rhodanienne", op. 362 (1957)
- Simfonia núm. 9, op. 380 (1959)
- Simfonia núm. 10, op. 382 (1960)
- Simfonia núm.. 11 "Romantique", op. 384 (1960)
- Les funérailles de Phocion (Hommage à Poussin), op. 385 (1960)
- Aubade, op. 387 (1960)
- Simfonia núm. 12 "Rurale", op. 390 (1961)
- Ouverture philharmonique, op. 397 (1962)
- Overtura filharmònica, op. 397 (1962)
- Un francès a Nova York, op. 399 (1962)
- Assassinat d'un gran cap d'estat, op. 405 (1963); dedicada a John F. Kennedy
- Oda per als morts de les guerres, op. 406 (1963)
- Música per a Boston, op. 414 (1965)
- Música per a Praga, op. 415 (1965)
- Música per a l'Indiana, op. 418 (1966)
- Música per a Lisboa, op. 420 (1966)
- Música per a Nova Orleans, op. 422 (1966)
- Concert de passeig, op. 424 (1967)
- Simfonia per a l'univers claudelià, op. 427 (1968)
- Música per a Graz, op. 429 (1968–1969)
- Suite en sol, op. 431 (1969)
- Música per a Ars Nova, op. 432 (1969)
- Música per a San Francisco, op. 436 (1971)
- Oda per a Jerusalem, op. 440 (1972)

Orquestra de corda
- Fanfarra Mills, op. 224 (1941)
- Pensée amicale, op. 342 (1955)
- Simfonietta, op. 363 (1957)

Conjunt de vents
- Suite francesa, op. 248 (1944); també per a orquestra; adaptada com a ballet, op. 254 (1945)
- # Normandia
- # Bretanya
- # Illa de França
- # Alsàcia-Lorena
- # Provença
- 2 Marxes per a la lliberació , op. 260 (1945–1946)
- # In memoriam; dedicada a les víctimes de Pearl Harbor
- # Gloria victoribus; marxa de victòria de la Segona Guerra Mundial
- Suite de West Point, op. 313 (1954)
- Música de teatre, op. 334b (1954–1970); després de la música incidental Saül, op. 334
- Fanfarra per a conjunt de metalls (4 corns, 3 trompetes, 3 trombons i tuba), op. 396 (1962)
- Introducció i Marxa fúnebre